# Wien: heldenplatz

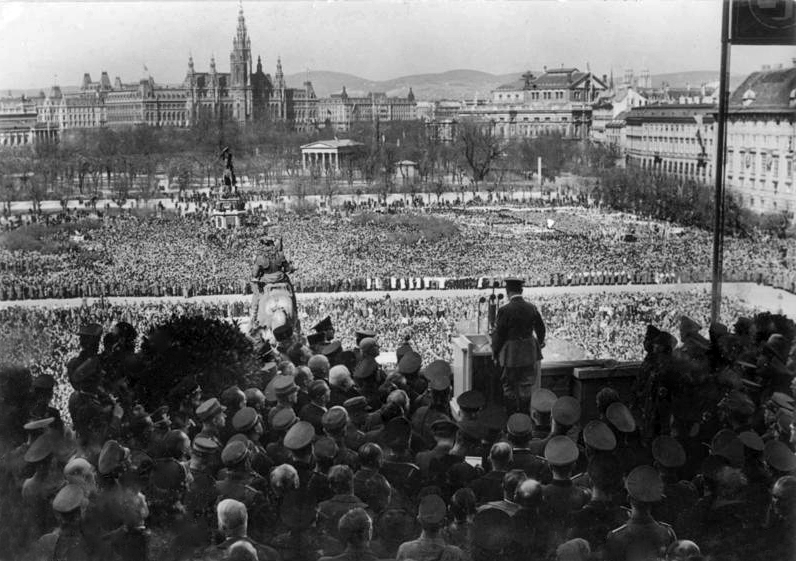
Rede Adolf Hitlers am 15. März 1938 an die jubelnden Massen auf dem Wiener Heldenplatz

wien: heldenplatz ist ein Gedicht des österreichischen Lyrikers Ernst Jandl, das auf den 4. Juni 1962 datiert ist und erstmals 1966 in Jandls Gedichtsammlung Laut und Luise veröffentlicht wurde. Es gehört zu den bekanntesten und in der Sekundärliteratur am ausführlichsten untersuchten Gedichten Ernst Jandls und ist ein modernes Beispiel politischer Lyrik.
Das Gedicht bezieht sich auf den Wiener Heldenplatz, dessen weitläufige Fläche Adolf Hitler am 15. März 1938 bei der Verkündung des Anschlusses Österreichs an das nationalsozialistische Deutsche Reich für seine propagandistische Inszenierung nützte. Seine Rede wurde von einer großen Menschenmenge – in der sich auch der zwölfjährige Ernst Jandl befand – bejubelt.
Formal folgt wien: heldenplatz den Regeln einer gewöhnlichen Syntax, jedoch sind zahlreiche Wörter nach Jandls Worten „beschädigt“. Sie sind durch semantisch vieldeutige Wortschöpfungen ausgewechselt, die das Pathos des historischen Geschehens brechen und ihm zusätzliche Bedeutungsebenen verleihen. Dabei bedient sich Jandl hauptsächlich der Motivkomplexe von Jagd, Germanenmythos, Religion und Sexualität.

## Inhalt und Form
Ernst Jandl

wien: heldenplatz

Link zum Volltext des Gedichts

(Bitte Urheberrechte beachten)
Das Gedicht besteht aus 15 Versen, die in drei Strophen untergliedert sind. Die erste Strophe widmet sich der Atmosphäre auf dem Heldenplatz. Er ist angefüllt von einer Menschenmasse, die lärmt und von angespannter Hoffnung erfüllt ist. Explizit angesprochen werden die erregten Frauen in der Menge. In der zweiten Strophe tritt der Redner auf, der nicht namentlich genannt wird, sondern durch seinen Haarscheitel und eine heiser geschriene hysterische Stimme charakterisiert wird. Die dritte Strophe fängt den holpernden Sprachduktus des Redners ebenso ein wie den Inhalt seiner Rede, die zur Jagd auf alle Andersdenkenden bläst, und eine erotisierende Wirkung auf die Menschenmasse hat, wobei erneut speziell auf das Hochgefühl der Frauen abgehoben wird.
Laut der Eigenaussage Ernst Jandls lebt das Gedicht von einer „Spannung zwischen dem beschädigten Wort und der unverletzten Syntax“. Von den 69 Wörtern des Gedichts zählt Walter Ruprechter 47 Autosemantika, das heißt Wörter mit lexikalischer Bedeutung. Die Mehrheit unter diesen, nämlich 28 Wörter, sind sprachliche Neuschöpfungen Jandls. Dennoch sind alle Neologismen eindeutig in ihrer syntaktischen Funktion als Substantiv, Verb oder Adjektiv erkennbar, was die Unverletzlichkeit der Syntax bestätigt. Das Gedicht bedient sich also einer konventionellen grammatikalischen Struktur und erhält seinen Effekt durch die Ersetzung der erwarteten Begriffe durch neue, ungewöhnliche und überraschende Kunstwörter mit abweichender und vieldeutiger Semantik.
In der Lautstruktur des Gedichts drückt das Stakkato der dominierenden Plosiv- und Okklusivlaute die Aggressivität des Geschehens aus („döppelte der gottelbock“). Gehäuft treten Zischlaute auf, die bedrohlich wirken, aber auch das Pathos des Geschehens unterlaufen. Jörg Drews benennt etwa „das häßliche ‚z‘“, das immer wieder in die Wörter eingeflickt wird und ihnen einen Anklang von Niedertracht und Vulgarität verleiht. Das Gedicht ist reich an Assonanzen, es herrschen allgemein die hellen, optimistischen Vokale vor. Die zahlreichen schwach betonten Silben im Schwa-Laut erzeugen im Wechsel mit den stark betonten einen wellenförmigen, dynamischen Rhythmus. Es gibt keinen Endreim, aber einen häufigen Stabreim („männchenmeere“, „stimmstummel“, „nöten nördlich“ etc.), was bereits formal den Germanenmythos des Dritten Reichs zitiert. Das Gedicht steht überwiegend im Imperfekt, laut Peter Pabisch der Erzählform der „‚schönen‘ Sprache“, und in der für Jandls Lyrik typischen durchgängigen Kleinschreibung mit doppelter Ausnahme der Wortschöpfung „Sa-Atz“.

## Interpretation
Laut Anne Uhrmacher hängen die verschiedenen Interpretationen von wien: heldenplatz „ungewöhnlich stark von der Perspektive des Rezipienten ab“ und bestehen vor allem „im phantasievollen Übertragen von Bedeutungen bekannter Wörter und Metaphern auf die unbekannten.“ Für Jörg Drews eröffnet das Gedicht dem Interpreten „große Freiheiten bzw. Unsicherheiten, denn die Wortneubildungen, die Bastardisierungen von Worten, die ‚Hybridisierungen‘ und Mehrfachdeterminiertheit vieler der verdichteten Einzelworte“ eröffnen einen „Assoziationsraum […], in dem es ein paar Fixpunkte gibt, aber kaum eine definitive Begrenzung.“ Für den Rezipienten bleibe laut Peter Pabisch „ein Gefühl der Unsicherheit, ob wir alles erfaßt und richtig interpretiert haben.“ Doch diese Verunsicherung des Lesers sei von Jandl beabsichtigt und ein Grundzug experimenteller Lyrik. Genau in dieser nicht möglichen „Ausdeutung“ liegt für Walter Ruprechter „der Reiz des Gedichts – man kann immer wieder zu ihm zurückkehren, weil man immer wieder neue Bedeutungsaspekte darin entdeckt.“

### „der glanze heldenplatz zirka“
Den Titel des Gedichts wien: heldenplatz führt Uhrmacher auf Alfred Döblins Roman Berlin Alexanderplatz zurück, wobei der Name heldenplatz eine Erwartung von Heldentum und Pathos wecke. Die Wortbildung „glanze“ ist in ihrer Doppelbedeutung noch relativ einfach zu entschlüsseln. Jandl kommentierte: „das ist ‚ganz‘ und ‚glanz‘ in einem, strahlende totalität.“ Drews fühlt sich zusätzlich an die dritte Strophe des Deutschlandlieds erinnert: „Blüh im Glanze dieses Glückes“. Mehr Fragen wirft bereits das angehängte „zirka“ auf, das Pabisch vom Arenarund des Wiener Heldenplatzes auf eine Zirkusvorstellung schließen lässt. Drews nimmt diese Deutung auf, in der eine „despektierliche Kennzeichnung der Kundgebung“ liege. Auf der anderen Seite weist Pabisch aber auch auf eine Stimmung des „Ungefähren und Vagen“ hin, Uhrmacher auf die Perspektive des Kindes, das in der Menschenmasse den Überblick verliert. Hans-Peter Ecker merkt Jandls eigene unscharfe Datierung des historischen Ereignisses an: Jandl sah rückblickend die Jahreszeit durch das Wort „pfingstig“ fixiert, obwohl das tatsächliche Ereignis im März stattfand.

### „versaggerte in maschenhaftem männchenmeere“

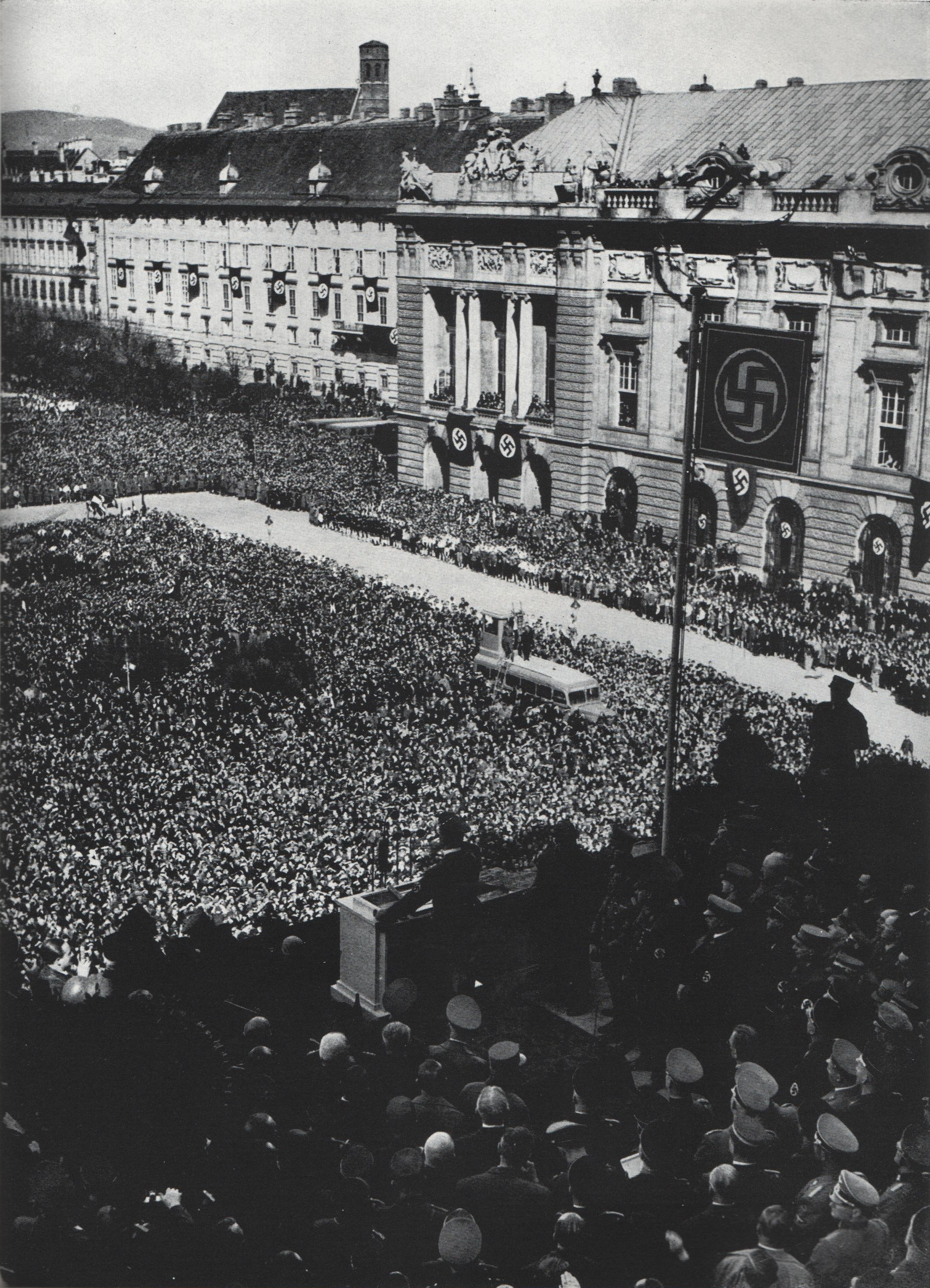
Menschenmenge auf dem Wiener Heldenplatz, 15. März 1938

Mit dem Beginn der zweiten Zeile wird der anfängliche Glanz ins Gegenteil verkehrt. Das Wort „versaggerte“ löst für Ruprechter gleich ein ganzes Assoziationsbündel aus, das auf dem Grundwort „versinken“ basiert: „ein Versagen (der Menschen), ein Versickern (des Verstandes), ein Versacken (im Keller der Geschichte) und ähnliches mehr.“ Während Drews unwillkürlich an ein geiferndes und triebhaftes „sabbern“ denkt, fühlt sich Uhrmacher an eine Schlammbrühe erinnert, die durch die Rede Hitlers entsteht. Im „maschenhaften“ liegt für Ruprechter der „massenhafte“ Jubel der Menge, aber auch ihre (Geisel-)Haft, in die sie die neuen Machthaber nehmen durch Maschen im Sinne von Tricks und Maschen im Sinne von Fangnetzen. Jandl sprach von einem „fischfangmotiv“, was Uhrmacher zur biblischen Metapher des „Menschenfischers“ führt. Drews assoziiert auch den Maschendraht als Vorausdeutung auf die künftigen Konzentrationslager und Kriegsgefangenenlager. Das Diminutiv „männchenmeere“ setzt laut Drews die „bombastischen ‚Menschenmeere‘“ herab und wertet die Männer durch den spöttisch zoologischen Ausdruck „Männchen“ ab. Ursula Link-Heer erkennt im Gedicht durchgängig einen „ridikülisierenden Komplex des Maskulinen“.
Die dritte Zeile wendet sich den Frauen zu, die ans „maskelknie“, die Verbindung von „Muskel“ und „maskulin“, „zu heften heftig sich versuchten“, was Drews als „Versuchung im religiös-dämonischen und im fleischlichen Sinn“ deutet. Die Frauen sind „hoffensdick“, nicht nur in hoffnungsfreudiger Erwartung, sondern auch „in guter Hoffnung“ und „dick“, zwei Umschreibungen für Schwangerschaft. Dies verbindet für Ruprechter die sexuell aufgeladene Atmosphäre auf dem Heldenplatz mit dem Mutterkult der NS-Propaganda. Im Ausdruck „brüllzten wesentlich“ wird laut Jandl erneut das „tiermotiv, mit dem wort ‚wesentlich‘ als menschlicher marke“ aufgegriffen. „brüllzten“ ergibt sich als eine Montage von „brüllen“ und „balzen“, wobei Drews auch die Kombination „rülpsen“ und „blitzen“ ergänzt, und er erkennt im „gemeinen Klang“ eine „untergründige Geilheit“, dass der Masse endlich etwas „Wesentliches“ widerfahre.

### „verwogener stirnscheitelunterschwang“
Mit der zweiten Strophe tritt der Redner auf, Adolf Hitler, laut Jandl „charakterisiert in erscheinung und diktion“ und „ohne namensnennung“. Allerdings macht Ruprechter die Buchstabenfolge in verschiedenen Wortschöpfungen ausfindig: „stirnscHeITeLuntERschwang“ und „HIRscheLTE“. Der „stirnscheitelunterschwang“ reduziert Hitler auf seine in die Stirn hängende und mit Schwung zurechtgestrichene Haarsträhne. Gleichzeitig liest Drews in dem Wort auch den „Überschwang“ der Menge und die Turnübung „Unterschwung“, „verwogen“ ist für ihn die Kombination aus „verwegen“, „verlogen“ und der ausgelösten „Woge“.
Der Redner „kechelte“, worin Pabisch die Kombinationen „keck“ und „lächelte“ oder „Kehle“ und „hechelte“ ausmacht, Drews ein „hecheln“ und „röcheln“ und Uhrmacher zusätzlich „keifen“, „keuchen“ und „köcheln“. Die Stimme ist „aufs bluten feilzer“, laut Drews eine Mischung aus „feil“ und „geil auf Blut“, durch „das häßliche ‚z‘“ noch weiter ins Ordinäre getrieben. Ihr „zu-nummernder“ Wortschwall zählt nicht nur auf, laut Uhrmacher erotisiert er auch die Menge zu Geschlechtsakten, vulgär als „Nummern“ umschrieben, oder entmenschlicht laut Drews die Menschen zu Nummern. Er redet „nach nöten nördlich“ – „nach Noten“, „von Nöten“ und „von Norden“, der NS-Ideologie einer nordischen Herrenrasse –, dabei „hinsensend“ – der Tod als Sensenmann – „sämmertliche“ – „sämtliche jämmerliche“ – „eigenwäscher“ – alle eigenständig denkenden Menschen, die Jandl schlicht als „individualisten“ übersetzte.

### „pirsch! döppelte der gottelbock“

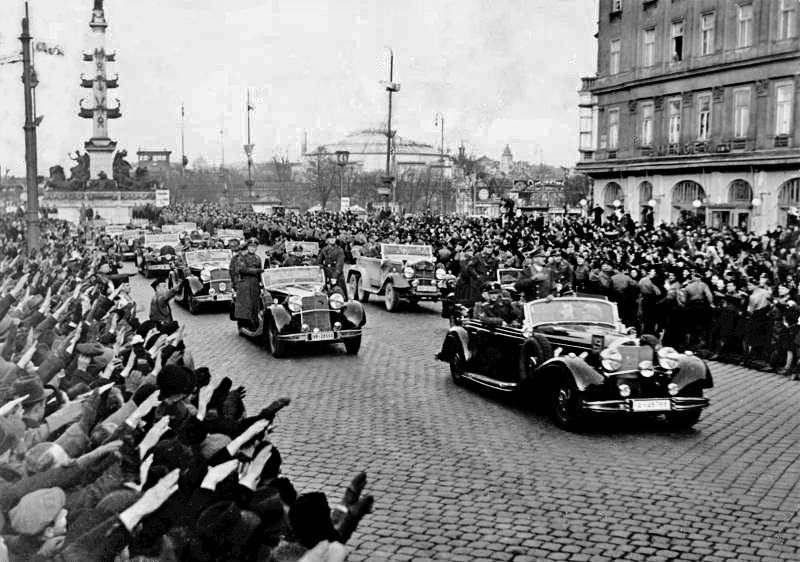
Wagenkolonne Hitlers bei der Einfahrt in die Wiener Innenstadt

Die steigende Anzahl den Neologismen in der letzten Strophe (13) wertet Uhrmacher als Beleg für die zunehmend aufgeheiztere Stimmung auf dem Heldenplatz. Zum „Dreh- und Angelpunkt“ für das Gedicht wird für Pabisch der Ausruf „pirsch!“. Das Wort hat laut Jandl einen „signalartigen“ Charakter und steht phonetisch wie visuell exponiert in der Zeile, zusätzlich betont durch ein Ausrufezeichen. Es erinnert an die Verfolgung von Juden und anderen Bevölkerungsgruppen während der Zeit des Nationalsozialismus. Daneben charakterisiert es das ganze Gedicht als eine erfolgreiche Pirsch Hitlers an sein Publikum auf dem Heldenplatz. Hitler selbst wird zum „gottelbock“, laut Pabisch ein „abgöttisch verehrtes, dionysisches Wesen, halb Gockel (und weniger Gott: nach ‚gottel‘), halb ‚bock‘. Und dieser Bock wird zum Gärtner“ und zum goldenen Kalb, das die Massen umtanzen. Sein Bocksfuß gemahnt Uhrmacher an den sich verstellenden Teufel, während Drews sich vom Anklang an die Biersorte Doppelbock leiten lässt. Der Wiener Historiker Johann Werfring ortet bei seiner Zusammenschau von Gedicht und Heldenplatz-Fotografien einen von den Massen als vermeintlichen Gott angebeteten Dämon, der „mit seinen Heilsversprechungen eine unerhörte Glückseligkeit auf die Gesichter seiner Anbeter“ zaubert.
Der von der Menge als Gott verehrte Redner „döppelte“, ein Wort, in dem für Uhrmacher „bedröppelt“ anklingt, Unbeholfenheit, Tölpelhaftigkeit, und für Drews das Hoppeln eines Bockes ebenso wie das Hinken Joseph Goebbels. Der Redner spricht mit „hünig“ – einen Hünen mimend, aber auch einen Hahn – „sprenkem“ – Drews sieht eine Mischung aus „spreizen“, „streng“ und „verrenkt“ – „stimmstummel“. Die Anspielung auf den Stummelschwanz „vollendet das Bild des Rammlers“ und ist für Uhrmacher ein bloßstellendes Phallussymbol. Link-Heer macht in ihm ein „Motiv der Kastration“ aus.
Die Rede stottert „von Sa-Atz zu Sa-Atz“, laut Uhrmacher einer onomatopoetischen Nachahmung der stockenden Redeweise Hitlers, deren aus der sonstigen Kleinschreibung herausstechenden Großbuchstaben aber auch eine besondere Aggressivität ausdrücken. Gerhard Kaiser fühlt sich vom Gestus der Rede an die Parodie Der große Diktator von Charlie Chaplin erinnert, in der die Rede des Diktators Hynkel ebenfalls in Tierlaute umschlägt, und spricht von „Rattenrhetorik“. Es klingt jedoch auch die SA-Hatz an, die Menschenjagd der Sturmabteilung, aber auch die Atzung, die metaphorische Nahrung, die Hitler den Menschen vorwirft, so dass Pabisch in der Zusammenstellung „die gelungenste Wortneuschöpfung“ des Gedichtes sieht.

### „wenn ein knie-ender sie hirschelte“
Die Menschenmeere werden inzwischen weiter herabgestuft zum „männechensee“. Drews hört einen Anklang zum Berolinismus „Männekens“, dem Verweis auf die Reichshauptstadt Berlin und die Sprechweise der sie bewohnenden „Piefkes“. Im See „würmelte“ es, es „wimmelte“ und die Menschen winden sich wie willenlose Würmer, doch sie sind auch „balzerig“ und nehmen die Balz des Redners auf, der sie in eine sexuelle Stimmung und Todesgeilheit versetzt. Werfring wiederum erblickt im „männechensee“ speziell die balzerigen Männer, denen im folgenden Vers die pfingstigen Weiber gegenübergestellt werden. Aus den Frauen werden laut Uhrmacher „in biblisch-archaischem Ton“ nun „weiber“, und ihnen „ward so pfingstig ums heil“. Wie die Niederkehr des Heiligen Geistes zu Pfingsten „wird der ‚Führer‘ wie eine heilige Offenbarung betrachtet“, die in Ekstase versetzt. Doch in „pfingstig“ liegt für Uhrmacher auch „brünstig“, im „Heil“ neben den Rufen „Heil Hitler“ und dem religiös erwärmten Herz auch die sexuell erregte Vagina. Drews schließlich hört im „pfingstig“ ein „hengstig“ und reimt, auch wenn es „anständigerweise ‚Herz‘ heißen müßte“, „heil“ kurzerhand auf „geil“.
Die letzte Zeile führt noch einmal die religiöse und sexuelle Bedeutungsebene zusammen: „zumahn“ – die Überblendung von „zumal“ und einer „Mahnung“ – „wenn ein knie-ender sie hirschelte“: der ehrfürchtig Kniende und Betende, „dessen Knie-Ende aber auch wie ein Schwanz wirkt“, wie Drews umschreibt, was Uhrmacher direkt als Coitus a tergo benennt. Walter Ruprechter führt zum Knie Assoziationen vom „Knie des Marschtritts“, dem „Knie der lederhosentragenden Nazis“ bis zum geknickten Ende des Hakenkreuzes an. Der Begriff „-Ender“ hingegen klassifiziert ebenso das Geweih eines Hirsches wie einen militärischen Dienstgrad (zum Beispiel Zwölfender), so dass Uhrmacher die Parallele zieht: „Eine militaristisch geprägte Ideologie wie der Nationalsozialismus zeigt viele Gemeinsamkeiten mit Verhaltensmustern eines Hirschrudels.“ Mit dem letzten Wort „hirschelte“ wird der Hirsch endgültig zu einer vulgären Umschreibung einer sexuellen Handlung wie zahlreiche andere Tiernamen mit dem Suffix „-eln“. Uhrmacher beschreibt: „Vom stolzen Tier, das ein Symbol der Potenz ist, bleibt die Assoziation der Erotik im Spießer-Ambiente: der röhrende Hirsch.“ Das Festgeschehen auf dem Heldenplatz mutiert laut Pabisch „zur infernalen Orgie einer Walpurgisnacht“, laut Ulrich Greiner zum kollektiven Orgasmus und wird laut Ruprechter „als triebhafte, sexualisierte, orgiastische Fete dargestellt.“

## Historisch-literarischer Bezug und Jandls Methodik

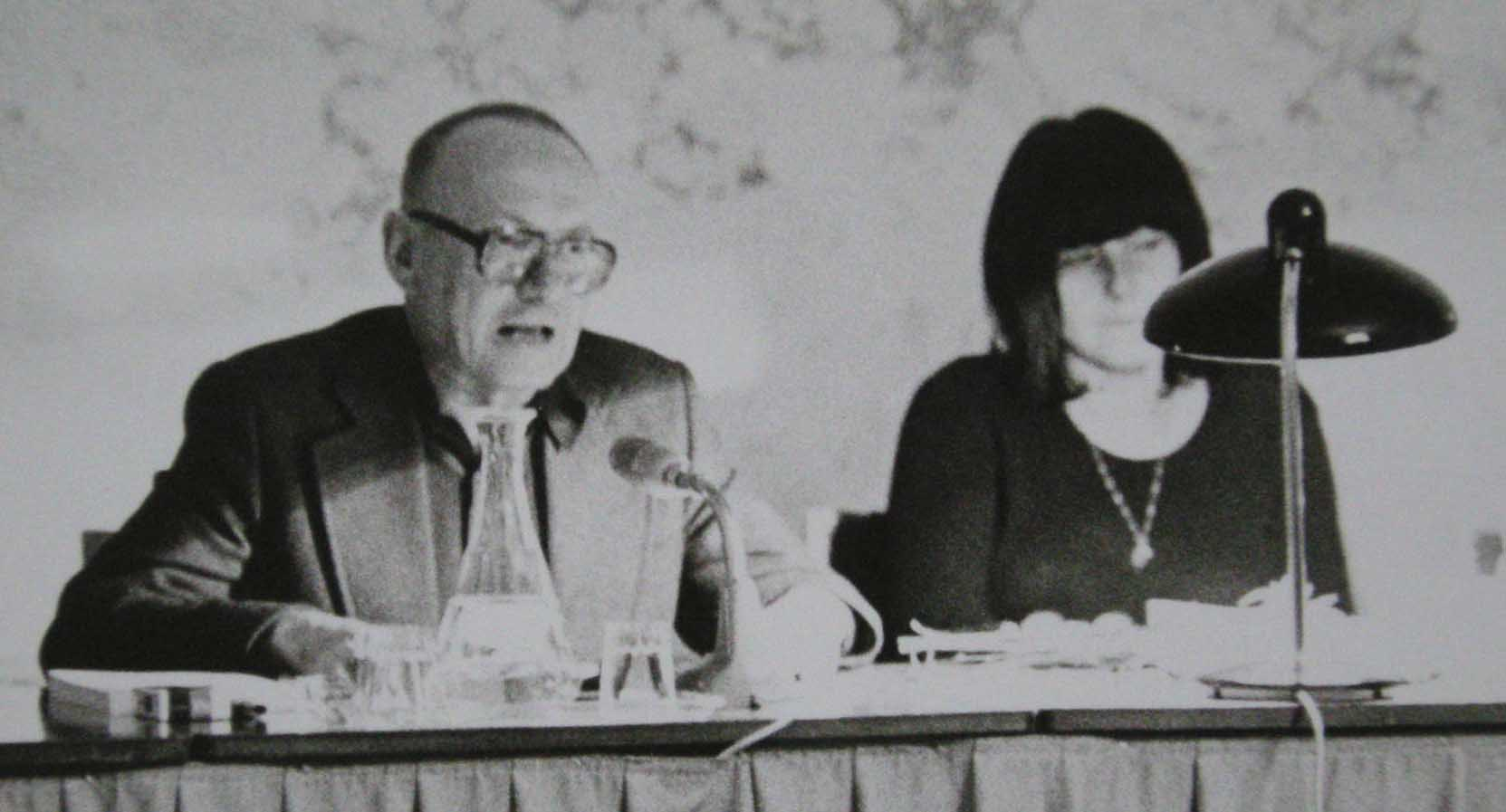
Ernst Jandl und Friederike Mayröcker anlässlich einer Lesung, Wien 1974

In seinem Aufsatz mein gedicht und sein autor verwies Jandl auf die autobiografischen Wurzeln des Gedichts: „stoff dafür war die erinnerung an eine begebenheit aus dem frühjahr 1938.“ Sein Alter, obwohl 1938 noch 12 Jahre alt, beschrieb er rückblickend als „14-jährig“. Eingezwängt in der Menge befand er sich in der Wiener Ringstraße nahe dem Heldenplatz. Was die Szene mehr als ihr historischer Kontext in seinem Gedächtnis einprägte, war eine durch das Gedränge ausgelöste Berührung seines Knies, durch die sich eine vor ihm stehende Frau belästigt fühlte und lautstark protestierte. Diesen „anekdotisch-persönlichen Hintergrund“ verarbeitete Jandl erst 24 Jahre später und kombinierte ihn mit einem im Rückblick gewonnenen Wissen über die damalige kollektive Verblendung.
Peter Pabisch urteilte: „Im Vergleich zur oberflächengebundenen, sachlogischen Darstellung der Szene durch die ratlosen Historiker muß man fragen, ob dem Dichter diese Darstellung durch die literarisch-künstlerische Konstruktion seiner Sprache nicht glaubhafter gelingt.“ So urteilte etwa auch der Historiker Ernst Hanisch: „Niemand hat das Massengeschehen präziser dargestellt als der Sprachkünstler Ernst Jandl in dem Gedicht wien: heldenplatz.“ Pabisch verwies auf eine Aussage Hitlers aus Mein Kampf: „Die Macht aber, die die großen historischen Lawinen religiöser und politischer Art ins Rollen brachte, war seit urewig die Zauberkraft des gesprochenen Wortes. Die breite Masse eines Volkes vor allem unterliegt nur der Gewalt der Rede.“ Ernst Jandl habe diese Macht der Sprache in sein Gedicht übertragen: „Er nützt die Sprache als selbständiges, manipulationsfähiges Instrumentarium aus und zeigt, wie auch er mit ihr Vorstellungen, Illusionen und eigene Szenen schaffen kann.“ Für Walter Ruprechter wandte Jandl damit „Mittel der Suggestion und Evokation an, um sie gegen jene zu wenden, die damit die Massen betörten.“
Laut Jörg Drews liegt „die objektiv schrecklichste Ironie des Gedichts“ darin, dass es sich zur Darstellung der Stimmung von 1938 genau der sprachlichen Mittel jener Literatur bedient, die von den Nationalsozialisten als „Entartete Kunst“, als „Formalismus“ oder „Kulturbolschewismus“ verfemt und verfolgt wurden. Während Jandl selbst angab, von Dadaismus und Expressionismus beeinflusst worden zu sein, konkretisierte Drews den Bezug auf die Namen Franz Richard Behrens, Otto Nebel, Johannes R. Becher, August Stramm, Albert Ehrenstein und Karl Kraus und dessen Schilderungen des Kriegsausbruchs in Die letzten Tage der Menschheit, sowie die Sprachtechniken von James Joyce in Ulysses und Finnegans Wake. Dabei unterlaufe wien: heldenplatz die konventionelle Schönheit und werde „ein häßliches Gedicht“, es beschädige den expressionistischen Pathos zum „‚verhunzten‘ Pathos, zum negierten Pathos, um die hohle und hoffnungslose Ästhetisierung des Politischen in den Nazi-Aufmärschen und -Demonstrationen zu unterminieren, zu denunzieren.“
Anne Uhrmacher sieht die Kraft der Bloßstellung, die in wien: heldenplatz liegt, vor allem auf dessen obszönen Witz zurückgehen. Dieser Witz treffe besonders Verletzlichkeiten und bewirke beim Hörer ein überlegenes Gefühl der Schadenfreude (etwa über Frauen, die „brüllzten“ oder Hitlers „stimmstummel“). Jandls Bildsprache wirke als „Waffe, die Heldenplatz-Feier in grotesker Weise lächerlich zu machen.“ Sie demaskiere nicht nur die Zeit des Nationalsozialismus, sondern auch jenen Teil der bürgerlichen Gesellschaft, aus der dieser erwachsen sei: „Ihr Körperkult, ihre Macht-, Blut- und Erossymbolik“, die auch heute noch präsent seien, kurz „eine obszöne Gesellschaft“.

## Veröffentlichung und Rezeption
wien: heldenplatz ist auf den 4. Juni 1962 datiert. Jandl nahm es als einziges Gedicht von 1962 in seine 1966 erschienene Gedichtsammlung Laut und Luise auf, die sein Schaffen ab Mitte der 1950er Jahre dokumentiert und vor allem experimentelle Gedichte von 1957 und den Folgejahren enthält. Thematisch verwandte Gedichte aus derselben Schaffensperiode wie wien: heldenplatz, so etwa hamlet oder alter matrose, veröffentlichte er erst 1973 in der Gedichtsammlung dingfest. Der Band Laut und Luise, in dem wien: heldenplatz vor schtzngrmm und falamaleikum in der Rubrik krieg und so eingeordnet ist, erschien in einer limitierten Auflage von 1000 Exemplaren und führte zu einem Eklat im Walter Verlag, in dessen Folge der Herausgeber und Verlegersohn Otto F. Walter von den konservativen Aufsichtsräten entlassen wurde und mit Jandl und sechzehn weiteren Autoren zum Luchterhand Literaturverlag wechselte, der seitdem Jandls Werke herausgab.
wien: heldenplatz wurde zu einem der berühmtesten Gedichte Ernst Jandls. Nach Einschätzung Anne Uhrmachers ist es das „in der Sekundärliteratur wohl am breitesten diskutierte Gedicht Ernst Jandls“, das auch international übersetzt und untersucht wurde. Es gilt allgemein als ein gelungenes Beispiel für politische Lyrik. Jörg Drews sprach von einem „Gedicht, in dem – ein rarer Moment in der deutschsprachigen Literatur angesichts der üblichen literarischen Dürftigkeit politischer Lyrik – die ästhetische Wahrheit nicht hinter der politischen Wahrheit herhinkt, sondern ihr gewachsen ist.“ Und er zog das Fazit: „Das Gedicht gehört in jedes deutsche und österreichische Lesebuch – auf daß die Leser sich die Zähne dran ausbeißen.“
Walter Ruprechter wies insbesondere darauf hin, dass wien: heldenplatz zu einer Zeit erschien, als in Österreich Verdrängung und Restauration in Form der Opferthese vorherrschten, weswegen das Gedicht „nicht nur künstlerisch-formal, sondern auch moralisch zu würdigen“ sei. Erst mehr als 20 Jahre später sei die Thematik von einem weiteren großen österreichischen Literaten aufgegriffen worden, in Thomas Bernhards Drama Heldenplatz.

## Ausgaben
- Ernst Jandl: Laut und Luise. Walter, Olten 1966, S. 46.
- Ernst Jandl: mein gedicht und sein autor. In: Ernst Jandl: für alle. Lucherhand, Frankfurt am Main 1984, ISBN 3-630-61566-X, S. 214–223.